# Mandorle

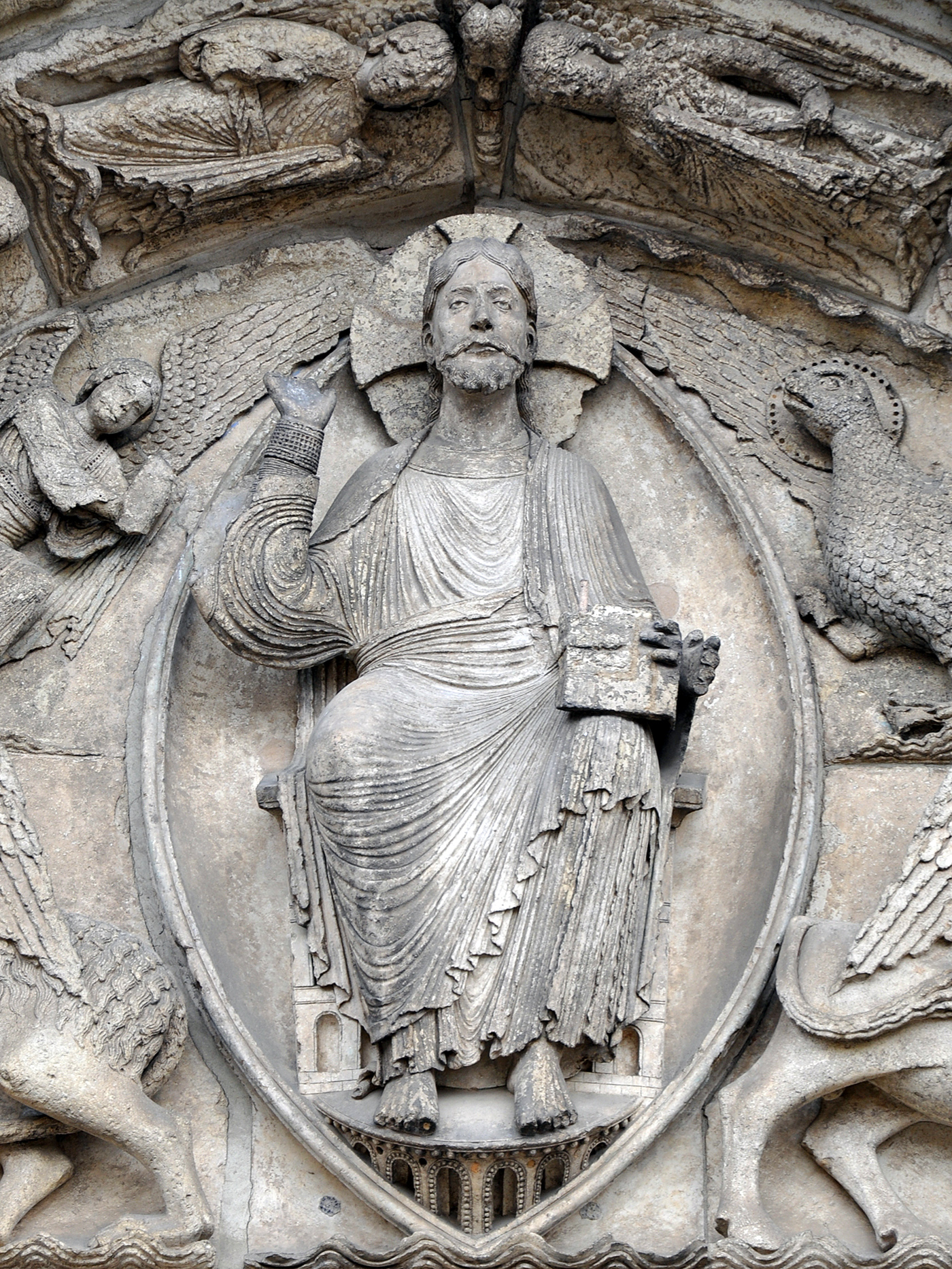
Christ en gloire dans une mandorle, cathédrale de Chartres.

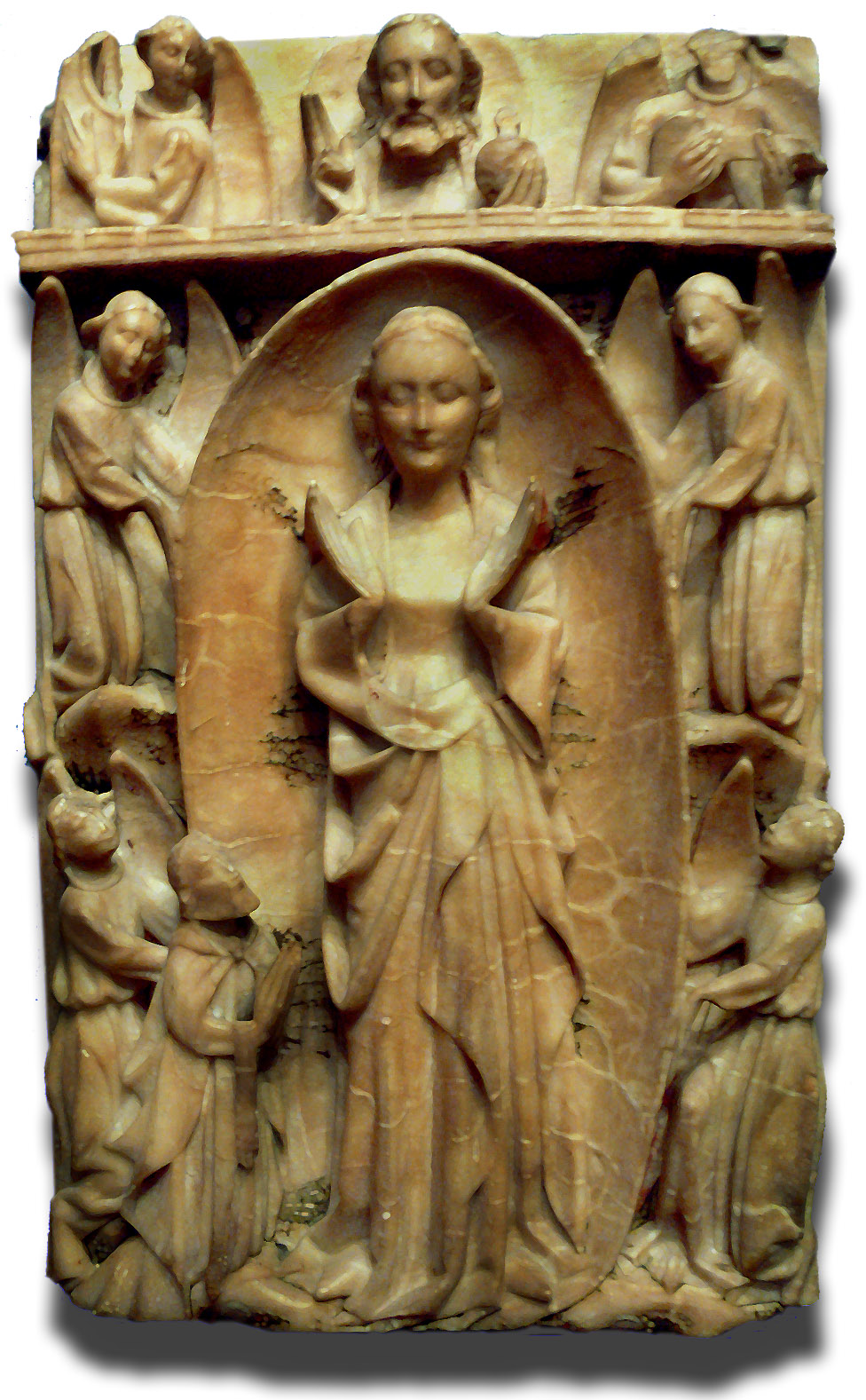
Vierge en majesté dans une mandorle. Élément de retable, Grande-Bretagne, XVe siècle, albâtre, Paris, musée de Cluny.

Une mandorle est une figure en forme d’ovale ou d'amande dans laquelle s’inscrivent des personnages sacrés : le plus souvent le Christ, mais aussi la Vierge Marie ou les saints. Le mot vient de l’italien mandorla, qui signifie « amande ».

## Histoire

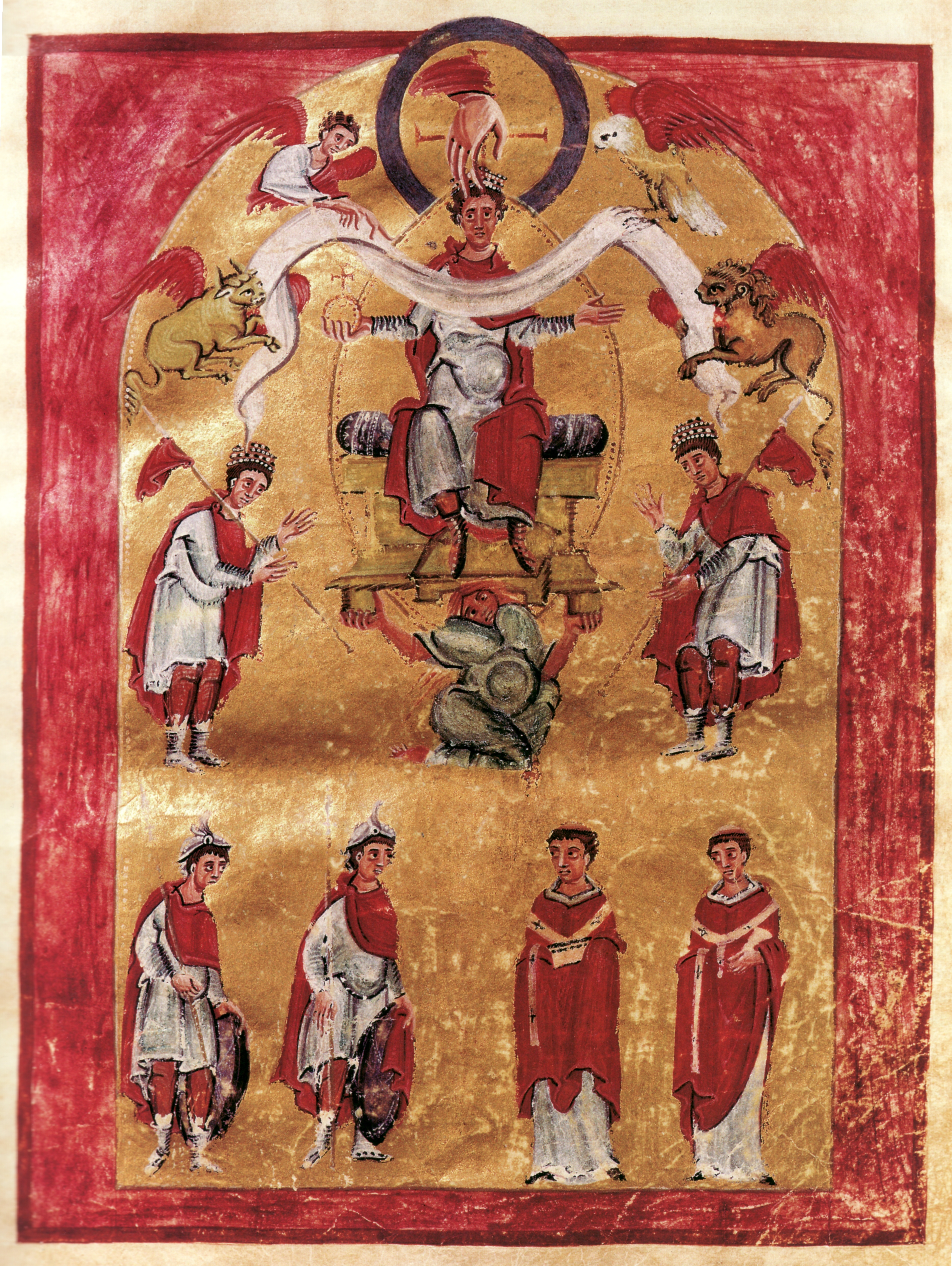
Représentation d'Othon II dans une mandorle, miniature de l'école de Reicheneau, Aix-la-Chapelle, vers 975. Cette miniature de l'Évangile est commentée par Ernst Kantorowicz dans Les Deux Corps du roi.

La mandorle proviendrait d’un élément d'architecture romaine qui consistait à inscrire les personnages dans un cercle. Le clipeus affichant le portrait du défunt où une épitaphe apparaît rapidement sur les sarcophages chrétiens. Souvent, l’imago clipeata prend la forme d’une coquille.
En France, une des plus anciennes mandorles se trouve sur un sarcophage mérovingien dans la crypte de Jouarre. Au chevet du sarcophage de saint Agilbert des cryptes de Jouarre, on trouve un tétramorphe entourant un Christ en gloire dans une mandorle. Les sculpteurs du VIIe siècle ont fixé ici l'image d'un Christ jeune, imberbe, figuration proche d'une représentation à la mode byzantine.
Une représentation assez ancienne se trouve dans l'église Saint-Michel de Saint-Génis en Roussillon. Installé en façade de l'église, le linteau (en marbre blanc de Céret) est une œuvre monumentale. Connu comme la plus ancienne sculpture romane datée dans la pierre (1019-1020), il représente le Christ bénissant entouré d'une mandorle perlée soutenue par deux archanges et entourée de deux groupes de trois personnages bibliques.
On trouve de nombreux christs entourés de mandorles dans les églises romanes, par exemple à Mauriac, Sainte-Trophime d'Arles ou Saint-Sernin à Toulouse.
La mandorle a été largement utilisée dans les chapiteaux de l’abbaye de Cluny II (construite de 948 à 981). Parce ce qu'elle perd à cette occasion sa symbolique pour devenir un décor géométrique positionnant un bas-relief, on parle de « corbeille ».
On retrouve le même dispositif dans l'art iconographique byzantin orthodoxe, notamment dans l'icône de la transfiguration, celle de la descente aux limbes ou encore l'icône du Christ pantocrator (triple mandorle). Dans l'icône de la Nativité, la Vierge est représentée aussi dans une mandorle qui se confond avec son lit. Par contre dans l'icône de la dormition de la Vierge, celle-ci n'est plus couchée dans une mandorle ; c'est son âme que le Christ vient recueillir dans une mandorle.
Dans l’architecture gothique, mis à part le bénéfice architectural de la croisée d'ogives permettant l’entrée de la lumière dans l’édifice, l’arc brisé des ouvertures a l’apparence d'une mandorle ouverte à la lumière du jour. Il permet d’utiliser encore la symbolique de la mandorle qui se trouve maintenant lumineuse (par rapport à son utilisation romane). Cette utilisation de la mandorle correspond à cette période de recherche de réalisme caractérisée aussi par sa statuaire morbide.
Réalisée de 1391 à 1423, la porte de la Mandorle est un porche latéral de la cathédrale Santa Maria del Fiore à Florence qui comporte une mandorle en bas-relief.

## La forme et sa symbolique
La mandorle, elle, exprime une autre dimension : c'est une figure géométrique dessinée à l'aide de deux cercles. À l’intersection de ces deux cercles est installée une personne. Elle indique donc la personne par laquelle il faut passer pour parcourir le chemin entre les deux cercles, les deux hémisphères ou les deux mondes, l'un terrestre et l'autre céleste. L’implantation du Christ dans une mandorle sur le tympan de la porte de l'église révèle le symbolisme du passage de l'extérieur de l'église à l'intérieur de l'église et préfigure ainsi le passage des vivants du monde terrestre au monde céleste.
La mandorle est utilisée alors à chaque fois pour exprimer un passage ou une porte.
Une autre interprétation de la mandorle serait la représentation imagée et symbolique du sexe féminin, allégorie de la vie, de la procréation et de la fertilité.
Enfin, une dernière symbolique de la mandorle est celle indiquée par son nom, l'amande. C'est l'image même de ce qu'est un symbole : partie nourrissante protégée par une coque épaisse, l'amande est le symbole de la signification spirituelle importante mais cachée dans l'inconnaissable, à laquelle il faut accéder laborieusement, en brisant et écartant l'enveloppe extérieure,,,,.